# Lippling
Lippling ist einer von zehn Ortsteilen der Stadt Delbrück im Kreis Paderborn in Nordrhein-Westfalen. Der Ort umfasst einen Ortskern und umliegende Gehöfte sowie ein Feriendorf mit Schwedenhäusern (Nur-Dach-Häuser), das heute den Namen Wohnpark Lippling trägt. Die Einwohnerzahl von Lippling beträgt 2192.

## Geografie
Lippling liegt an der Grenze zur Ortschaft Westerwiehe der Stadt Rietberg im Kreis Gütersloh.

## Geschichte
Lippling und seine Nachbarn Schöning und Steinhorst gehörten früher zur Gemeinde Westerloh und wurden mit der großen Gebietsreform, die am 1. Januar 1975 in Kraft trat, Stadtteile von Delbrück. Danach gab es die Gemeinde Westerloh nicht mehr, obwohl der Lipplinger Sportverein bis heute noch den Namen FC Westerloh trägt.

## Bauwerke

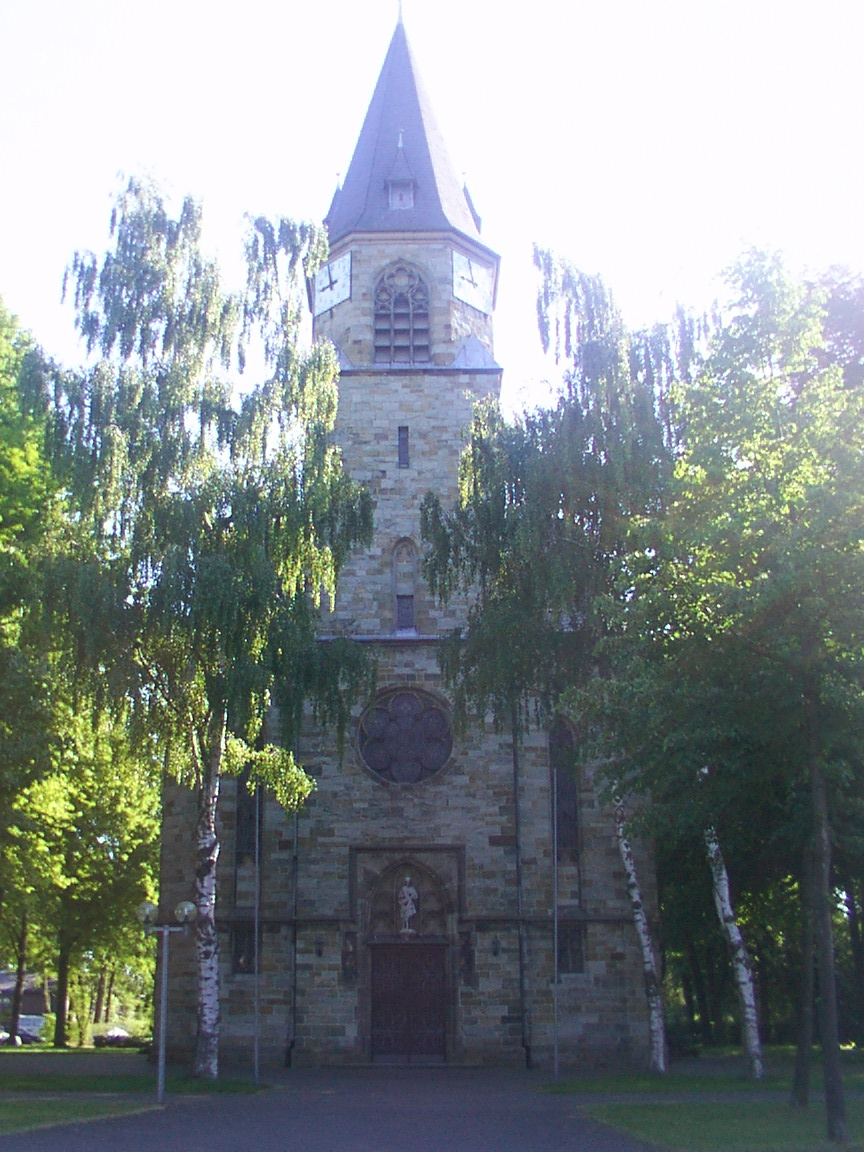
Herz-Jesu-Kirche

Zentral im Ort am alten Marktplatz befindet sich die Herz-Jesu Kirche, die Katholische Kirche aus dem Jahre 1900. Der ergänzende Turm wurde 1912 gebaut. Direkt hinter der katholischen Kirche liegt der dazugehörige Friedhof.

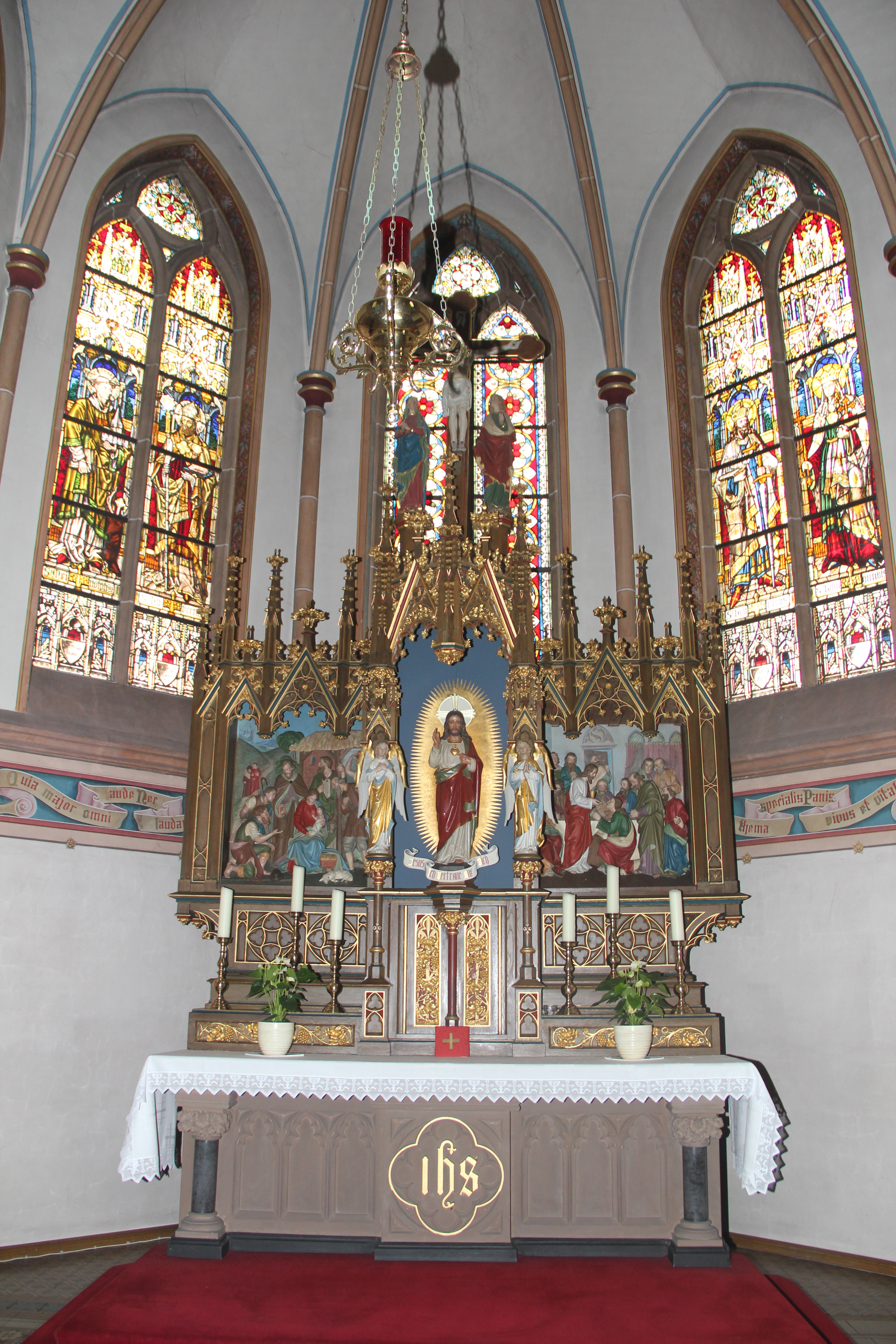
Hochaltar der Herz-Jesu-Kirche in Lippling

## Regelmäßige Veranstaltungen
Das jährlich stattfindende Schützenfest wird am dritten Wochenende im Juni auf dem Dorfplatz vor der Lipplinger Halle ausgetragen.

## Wirtschaft
Die Grundversorgung im Dorf wird durch ein Lebensmittelgeschäft, zwei Bäckereien sowie einen allgemeinen Mediziner sichergestellt. Zudem gibt es wenige kleinere Fachgeschäfte. Im Nordosten der Gemeinde befindet sich das Gewerbegebiet Lippling.

## Verkehr
An öffentliche Verkehrsmittel angebunden ist die Ortschaft durch einige Buslinien. Es verkehren eine Hauptlinie und einige Nebenlinien im Schülerverkehr. Zudem gibt es die Nachtexpresslinie NE18, die aber seit März 2020 wegen der Corona-Pandemie vorübergehend eingestellt ist. Betreiber der Linien ist die Go.on (Gesellschaft für Bus- und Schienenverkehr). Im Ort gibt es auch einen Busunternehmer.

## Bildung
In Lippling befinden sich die katholische Grundschule Westerloh sowie ein städtischer Kindergarten. Die ehemalige Förderschule "Phillip-von-Hörde" wurde ein Teil der katholischen Grundschule Westerloh.

## Öffentliche Einrichtungen
In Lippling sorgt die Freiwillige Feuerwehr für den Brandschutz und die allgemeine Hilfe. Die 30 Jahre alte Einfach-Turnhalle wurde 2008 abgerissen und an derselben Stelle eine neue Zweifach-Turnhalle errichtet, welche im Sommer 2009 eingeweiht wurde. Vor der Turnhalle befindet sich ein Mini-Spielfeld für Fußball, das im Rahmen der Aktion 1000 Mini-Spielfelder vom Deutschen Fußball-Bund initiiert wurde.